# Flyadeal
Flyadeal (араб. طيران أديل)  — бюджетна авіакомпанія Саудівської Аравії , що базується в міжнародному аеропорту Короля Абдулазіза в Джидді. Належить саудівському флагманському перевізнику Saudia. 
Авіакомпанія почала роботу 23 вересня 2017 року, обслуговуючи внутрішні напрямки.

## Історія
Saudia, флагманський авіаперевізник Саудівської Аравії, оголосив про створення flyadeal 17 квітня 2016 року. 

Підприємство є частиною стратегії трансформації «Saudia Group SV2020», яка має на меті вивести підрозділи групи на світовий рівень. 
Flyadeal націлений на внутрішніх мандрівників, паломників хаджу та умри та зростаючу кількість туристів, серед інших груп. 

Авіакомпанія запустила рейси 23 вересня 2017 року, сполучаючи Джидду з Ер-Ріядом. 

10 червня 2022 року Flyadeal почав виконувати рейси з Даммама до Каїра. 

## Напрямки
| Держава              | Місто         | Аеропорт      | Примітки              | Refs |
| -------------------- | ------------- | ------------- | --------------------- | ---- |
| Азербайджан          | Баку          | Баку          |                       |      |
| Боснія і Герцеговина | Сараєво       | Сараєво       | з 21 червня 2023 року |      |
| Кіпр                 | Ларнака       | Ларнака       | з 22 червня 2023      |      |
| Єгипет               | Каїр          | Каїр          |                       |      |
| Єгипет               | Шарм-ель-Шейх | Шарм-ель-Шейх | Сезонний              |      |
| Грузія               | Тбілісі       | Тбілісі       |                       |      |
| Греція               | Іракліон      | Іракліон      | з 23 червня 2023      |      |
| Греція               | Родос         | Родос         | з 24 червня 2023      |      |
| Ірак                 | Багдад        | Багдад        | Згодом                |      |
| Йорданія             | Амман         | Амман         |                       |      |
| Кувейт               | Кувейт        | Кувейт        |                       |      |
| Чорногорія           | Тиват         | Тиват         | з 24 червня 2023      |      |
| Саудівська Аравія    | Абга          | Абга          |                       |      |
| Саудівська Аравія    | Ель-Баха      | Ель-Баха      |                       |      |
| Саудівська Аравія    | Біша          | Біша          |                       |      |
| Саудівська Аравія    | Даммам        | Даммам        | Хаб                   |      |
| Саудівська Аравія    | Хаїль         | Хаїль         |                       |      |
| Саудівська Аравія    | Ель-Хуфуф     | Хуфуф         |                       |      |
| Саудівська Аравія    | Джидда        | Джидда        | Хаб                   |      |
| Саудівська Аравія    | Джизан        | Джизан        |                       |      |
| Саудівська Аравія    | Ель-Джауф     | Джауф         |                       |      |
| Саудівська Аравія    | Медина        | Медина        |                       |      |
| Саудівська Аравія    | Наджран       | Наджран       |                       |      |
| Саудівська Аравія    | Неом          | Неом          |                       |      |
| Саудівська Аравія    | Ель-Касим     | Ель-Касим     |                       |      |
| Саудівська Аравія    | Кураят        | Кураят        |                       |      |
| Саудівська Аравія    | Ер-Ріяд       | Ріяд          | Хаб                   |      |
| Саудівська Аравія    | Табук         | Табук         |                       |      |
| Саудівська Аравія    | Ет-Таїф       | Таїф          |                       |      |
| Судан                | Хартум        | Хартум        |                       |      |
| Туреччина            | Анталія       | Анталія       | Згодом                |      |
| Туреччина            | Бодрум        | Бодрум        | Згодом                |      |
| Туреччина            | Ізмір         | Ізмір         | Згодом                |      |
| Туреччина            | Стамбул       | Стамбул       |                       |      |
| Туреччина            | Трабзон       | Трабзон       | Згодом                |      |
| ОАЕ                  | Дубай         | Дубай         |                       |      |

## Флот
Станом на грудень 2022,:
| Літак           | Загалом | Замовлено | Пасажирів | Примітки |
| --------------- | ------- | --------- | --------- | -------- |
| Airbus A320-200 | 11      | —         | 186       |          |
| Airbus A320neo  | 16      | 15        | 186       |          |
| Загалом         | 27      | 15        |           |          |